# Wienerkorv
| Wienerkorv |
| --- |
| Wienerkorv. - Betydelse – smal korv av Frankfurter-typ. - Bakgrund – 1805 (Johann Georg Lahner (1772-1845) från Gasseldorf i Franken; han flyttade senare till Wien) - Olika namn – Krenwürstchen, Saiten, Thurner, Sacherwürstel, Jausenwurst, Tiroler (varianter); Wiener Würstchen, Wiener, Wienerli, Wiener Wurst, Frankfurter (på tyska); wiener, frankfurter (på engelska) - Jämför – Österrikes Wiener (Wurst) (smakrik påläggskorv liknande salami); varmkorv (snabbmatskorv av wienerkorvstyp, ofta med bröd eller potatismos) |

Wienerkorv (av tyska Wiener Würstchen, Wieners eller Wienerli) är en smal korv. Wienerkorv heter på tyska Wiener Würstchen, men den kallas i bland annat Wien för Frankfurter.
Detta är inte samma korv som Wiener Wurst, som i bland annat Österrike är en påläggskorv liknande medvurst eller salami.

## Historia
Wienerkorvar är ett samlingsnamn för olika långsmala korvar som alla är baserade på Frankfurter-korven. Detta inkluderar Krenwürstchen, Saiten, Thurner, Sacherwürstel, Jausenwurst och Tiroler, liksom den svenska wienerkorven.

### Ursprung
Receptet för wienerkorven togs fram 1805 av slaktaren Johann Georg Lahner (1772–1845) från Gasseldorf i Franken. Lahner genomgick slaktarutbildning i Frankfurt och flyttade sedan till Wien.
I Wien utvecklade han korvreceptet, huvudsakligen bestående av fläsk (en Frankfurter består bara av griskött), och namngav korven efter sin lärostad till Frankfurter. I Wien och Österrike användes då namnet Wiener (Wurst) redan för en smakrik påläggskorv som liknar salami.

### Senare historia
Frankfurtern spreds därefter över världen, och kallas i den engelskspråkiga världen alternativt för wiener eller frankfurter. På tyska kan denna typ av korv benämnas Wiener Würstchen, Wiener, Wienerli, Wiener Wurst eller Frankfurter.

## Karaktär
En wienerkorv är ofta ungefär 16 centimeter lång och med en vikt på 50 till 70 gram. Längre varianter av wienerkorv kan vara på 25 centimeter och 80–90 gram, medan en kortare "cocktailkorv" är på cirka 8 centimeter och 30 gram.
Denna typ av korv ska endast värmas i hett vatten, tills den blivit genomvarm. Om korven kokas, spricker skinnet.

### Frankfurter Würstchen
Wienerkorv av ursprunglig Frankfurter-typ är en kallrökt och smal korv, med finmalt griskött som stoppats i fjälster gjort av lamm. Staden Frankfurt är ända sedan medeltiden känd för sina Bratwurst, vilka endast innehöll fläsk. Orsaken till detta var att de lokala slaktarna fram till 1864 endast fick bearbeta ett slags kött i taget.
Efter en särskild process för att mogna och röka korven, lades de sidenmatta och gyllene färgade korvarna i lådor, med pergament emellan. Detta gav korven ett fyrkantigt tvärsnitt.
I Tyskland äts traditionellt Frankfurter-korv med senap, pepparrot och ett brödstycke ("varmkorv med bröd"), alternativ med potatissallad.

### Svensk wienerkorv
I Sverige är wienerkorven en råkokt alternativt förrökt och kokt korv – det som på tyska går under samlingsnamnet Brühwurst. Den har en finmald köttmassa stoppad fjälster. Smaken är mild, och korvmassan kan vara snarlik eller identisk med korvmassan i varmkorv, prinskorv eller Weisswurst. I Sverige förekommer inte korven under namnet Frankfurter.
Wienerkorv i Sverige innehåller kött av både gris och nöt. Till utseende och smak påminner den om svensk varmkorv, som ibland kan innehålla kött enbart från gris. Förr var wienerkorven namnskyddad enligt svensk lag, med ett krav på att den skulle innehålla minst 45 procent kött.
Fram till årsskiftet 2002/2003 var tretton charkprodukter namnskyddade i Sverige, däribland wienerkorv och prinskorv. Båda dessa korvar skulle då innehålla minst 40 procent kött och max 23 procent fett. Dessa regler upphörde 2002, på grund av harmonisering med EU-regler.
I Sverige serveras wienerkorv ofta som snabbmat med korvbröd eller potatismos och valfria tillbehör. Den kan även serveras med potatissallad.